# 欧桑
欧桑（法語：Ausseing，法語發音：[osɛ̃]）是法国上加龙省的一个市镇，属于圣戈当区。

## 地理
欧桑（43°9'8"N, 1°1'4"E）面积5.88 平方千米，位于法国奧克西塔尼大區上加龙省，该省份为法国西南部内陆省份，西南端与西班牙接壤，自此顺时针与上比利牛斯省、热尔省、塔恩-加龙省、塔恩省、奥德省和阿列日省接壤。
与欧桑接壤的市镇（或旧市镇、城区）包括：塞里佐尔、科曼日地区贝尔贝兹、科曼日地区蒙克拉尔、普拉涅、加龙河畔罗克福尔、圣米歇尔。

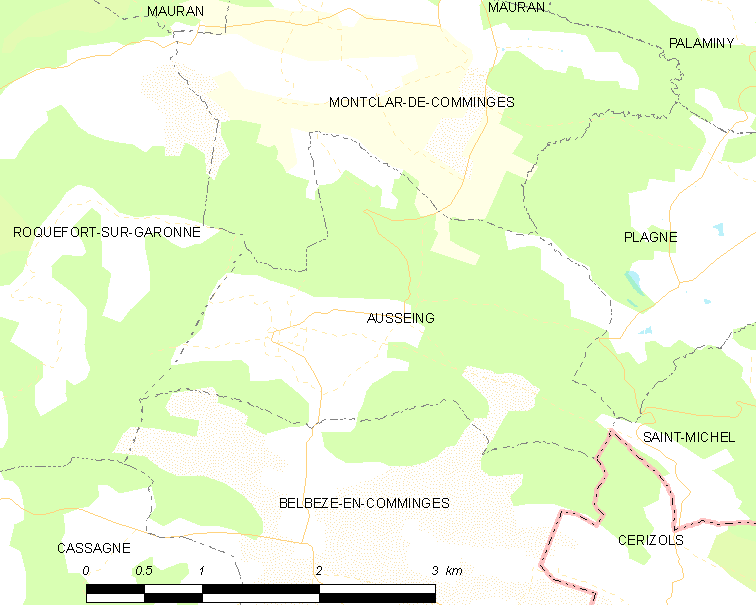
欧桑的OSM定位图

欧桑的时区为UTC+01:00、UTC+02:00（夏令时）。

## 行政
欧桑的邮政编码为31260，INSEE市镇编码为31030。

## 政治
欧桑所属的省级选区为巴涅尔德吕雄县。

## 人口

1962-2008年间欧桑人口变化图示

欧桑于2022年1月1日时的人口数量为87人。